# Giuseppe Amaddii
Giuseppe Amaddii detto Batticulo (Siena, 1754 circa – ...) è stato un fantino italiano.
Vinse due volte il Palio di Siena su almeno quattordici partecipazioni.
Tuttavia, non esiste una documentazione completa che consenta di ricostruirne integralmente le presenze in Piazza del Campo.
Era fratello di un altro fantino, del quale è noto il solo soprannome di Gallo.

## Carriera
La prima carriera alla quale è nota la partecipazione di Batticulo è il Palio del 2 luglio 1774, allorché vinse per l'Oca. Una cronaca riporta che al fantino era stata applicata della pece per migliorarne l'aderenza al cavallo e impedirne la caduta.
Batticulo partecipò anche al Palio del 2 luglio 1775, stavolta con il giubbetto della Pantera. Durante la corsa, si affiancò al battistrada Bastiancino, portacolori della Giraffa, insieme al fantino della Tartuca Castagnino. Bastiancino, per non farsi superare, trattenne i cavalli degli altri due contendenti, formando un terzetto di testa dietro al quale si raggrupparono molte altre contrade. Il giovanissimo fantino del Nicchio, l'esordiente Romeo, ne approfittò, superando tutti dall'esterno e andando a vincere a sorpresa il Palio.
Il 16 agosto dello stesso anno, Batticulo fu di nuovo fantino dell'Oca. Stavolta Bastiancino ebbe la sua rivincita, portando al successo la Lupa: il cavallo su cui vinse era di proprietà di Antonio Amaddii, padre di Batticulo.
Il 2 luglio 1776 Batticulo tornò finalmente alla vittoria, conquistando il suo secondo Palio per la Torre, a dorso dello stesso cavallo con cui aveva vinto due anni prima per l'Oca.
La carriera dell'Amaddii proseguì regolarmente per il resto degli anni '70 del XVIII secolo. Il 2 luglio 1778, ancora con il giubbetto di Fontebranda, Batticulo si trovava a pochi metri dal terzo successo, quando all'ultima curva del Casato fu raggiunto e afferrato da Nacche, fantino del Drago: di nuovo Bastiancino approfittò del reciproco ostacolo fra i due, superandoli e vincendo per la Civetta.
Ad agosto, stavolta nella Tartuca, Batticulo fu ancora protagonista, ingaggiando per gran parte della carriera una lotta a tre con Brecchino e Nacche, rispettivamente fantini dell'Onda e della Civetta. A sorpresa, fu quest'ultima a uscire vittoriosa, realizzando così il secondo cappotto della propria storia.
Batticulo corse sicuramente altri cinque Palii, l'ultimo dei quali fu la carriera del 16 agosto 1781, di nuovo con il giubbetto della Tartuca.

## Presenze al Palio di Siena
Le vittorie sono evidenziate ed indicate in neretto.
| Palio          | Contrada | Cavallo                       | Note |
| -------------- | -------- | ----------------------------- | ---- |
| 2 luglio 1774  | Oca      | Morello di Angelo Gambassi    |      |
| 2 luglio 1775  | Pantera  | Baio di Antonio Bartalini     |      |
| 16 agosto 1775 | Oca      | Baio di Francesco Centini     |      |
| 2 luglio 1776  | Torre    | Morello di Angelo Gambassi    |      |
| 18 agosto 1774 | Onda     | Morello di Angelo Sardelli    |      |
| 2 luglio 1777  | Lupa     | Sauro di Pietro Bagnacci      |      |
| 16 agosto 1777 | Selva    | Falbo di Giuseppe Gigli       |      |
| 2 luglio 1778  | Oca      | Grigio di Agostino Pistoj     |      |
| 17 agosto 1778 | Tartuca  | Sauro di Pietro Testi         |      |
| 2 luglio 1779  | Tartuca  | Morello di Sebastiano Felloni |      |
| 2 luglio 1780  | Torre    | Grigio di Gasparo Pasquini    |      |
| 16 agosto 1780 | Bruco    | Baio di Andrea Coppi          |      |
| 2 luglio 1781  | Oca      | Baio di Andrea Merlotti       |      |
| 16 agosto 1781 | Tartuca  | Grigio di Luigi Regoli        |      |